# Palazzo di Ibrahim Pasha
Il Palazzo di Ibrahim Pasha (in turco İbrahim Paşa Sarayı) è una residenza di corte imperiale ottomana di Pargali Ibrahim Pascià. Si trova in piazza Sultanahmet, nel distretto di Fatih, a Istanbul, in Turchia. Attualmente l'edificio è utilizzato principalmente come Museo di arte turca e islamica (in turco Türk ve İslam Eserleri Müzesi).
Inizialmente chiamato Palazzo dell'Ippodromo per la sua posizione presso l'Ippodromo di Costantinopoli, prese poi il nome da Pargalı Ibrahim Pascià (1494-1536), che fu Gran Visir di Solimano il Magnifico (regno 1520-66) dal 1523 fino alla sua esecuzione nel 1536. Sposò la sorella del sultano Solimano, Hatice Sultan, e come tale diventò un "damat" (sposo) della dinastia ottomana, residendo nel palazzo.
Importante esempio di architettura ottomana del XVI secolo, l'edificio è situato sul terreno dello storico ippodromo dell'Impero Romano d'Oriente. Secondo lo storico ottomano Solakzade Mehmet Hemdemi Efendi (1590-1657), anche se la data di costruzione del palazzo non è nota con certezza, si ritiene che coincida con l'epoca del sultano Bayezid II (regno 1481-1512). È noto che l'edificio fu sottoposto a riparazioni nel 1521.
Il palazzo fu teatro di molti eventi, come disordini civili e rivolte, matrimoni, feste e celebrazioni. Dopo l'esecuzione per strangolamento di Ibrahim Pascià, il palazzo servì come residenza per altri gran visir, e funzionò anche come quartier generale militare, ambasciata, ufficio delle entrate, quartier generale per la banda militare ottomana, sartorie e prigione.

## Era Repubblicana
Il complesso edilizio è rimasto in stato di abbandono. L'architetto Sedat Çetintaş scoprì l'edificio vuoto, che si riteneva dovesse essere demolito per far posto a un nuovo palazzo di giustizia. Il 5 giugno 1938 pubblicò sul quotidiano Cumhuriyet un articolo sul valore storico dell'edificio. Questa pubblicazione evitò effettivamente la demolizione dell'edificio. Tuttavia, qualche tempo dopo, la parte del palazzo costituita dall'harem e dalla sala degli ambasciatori fu abbattuta in fretta e furia. Çetintaş lottò per dodici anni per salvare l'edificio storico. L'argomento principale per la sua demolizione era il fatto che era stato ristrutturato da un armeno, per cui non poteva essere considerato parte del patrimonio turco. La decisione di mantenere il palazzo fu presa durante la presidenza di Ismet Inönü nel 1946.

## Uso contemporaneo
Una parte degli edifici del palazzo, ancora intatti, ha ospitato gli archivi giudiziari del Ministero della Giustizia tra il 1983 e il 2012. La Direzione del Catasto di Istanbul ha sede in un'altra sezione del complesso. Una sezione importante è riservata al Museo di arte turca e islamica. Nel 2012 gli archivi giudiziari si sono trasferiti e il loro spazio è stato trasferito al Ministero della Cultura per essere annesso al museo. Il Ministero della Cultura ha avviato gli sforzi per aggiungere l'ultimo posto rimasto al museo.
L'ex ministro della Cultura Ertuğrul Günay si batté per la ricostruzione della sezione demolita del palazzo.